# Khoảng cách Jensen-Shannon
Trong lý thuyết xác suất và thống kê, khoảng cách Jensen-Shannon là một phương pháp phổ biến để đo sự tương đồng giữa hai phân bố xác suất. Nó dựa trên khoảng cách Kullback-Leibler với một điểm khác biệt quan trọng là nó luôn có giá trị hữu hạn. Căn bậc hai của khoảng cách Jensen-Shannon là một metric.

## Định nghĩa
Đặt {\displaystyle M_{+}^{1}(A)} là tập hợp các phân bố xác suất trong đó A là một tập hợp cùng với một σ-đại số gồm các tập con đo được. Cụ thể hơn, ta chỉ xem xét A là tập hợp hữu hạn hoặc đếm được với mọi tập con đều đo được. Khoảng cách Jensen-Shannon (JSD) {\displaystyle M_{+}^{1}(A)\times M_{+}^{1}(A)\rightarrow [0,\infty {})} là phiên bản đối xứng và trơn của khoảng cách Kullback-Leibler {\displaystyle D(P\parallel Q)}. Nó được định nghĩa như sau
{\displaystyle JSD(P\parallel Q)={\frac {1}{2}}D(P\parallel M)+{\frac {1}{2}}D(Q\parallel M)}
trong đó {\displaystyle M={\frac {1}{2}}(P+Q)}
Nếu A là đếm được thì có định nghĩa tổng quát hơn cho phép so sánh nhiều hơn hai phân bố, như sau:
{\displaystyle JSD(P_{1},P_{2},\ldots ,P_{n})=H\left(\sum _{i=1}^{n}\pi _{i}P_{i}\right)-\sum _{i=1}^{n}\pi _{i}H(P_{i})}
trong đó {\displaystyle \pi _{1},\pi _{2},\ldots ,\pi _{n}} là trọng số của các phân bố {\displaystyle P_{1},P_{2},\ldots ,P_{n}} và {\displaystyle H(P)} là entropy Shannon của phân bố {\displaystyle P}. Trong trường hợp chỉ có hai phân bố mô tả ở trên,
{\displaystyle P_{1}=P,P_{2}=Q,\pi _{1}=\pi _{2}={\frac {1}{2}}.\ }

## Giới hạn
Theo Lin (1991), khoảng cách Jensen-Shannon bị giới hạn bởi 1 khi lôgarit được tính theo cơ số 2.
{\displaystyle 0\leq JSD(P\parallel Q)\leq 1}

## Liên hệ với thông tin tương hỗ
Khoảng cách Jensen-Shannon đúng bằng thông tin tương hỗ giữa biến ngẫu nhiên {\displaystyle X} phân phối theo một phân phối hỗn hợp {\displaystyle M={\frac {P+Q}{2}}} và biến ngẫu nhiên {\displaystyle Z} trong đó {\displaystyle Z=1} nếu {\displaystyle X} được lấy từ {\displaystyle P} và {\displaystyle Z=0} nếu {\displaystyle X} được lấy từ {\displaystyle Q}.
{\displaystyle {\begin{aligned}I(X;Z)&=H(X)-H(X|Z)\\&=-\sum M\log M+{\frac {1}{2}}\left[\sum P\log P+\sum Q\log Q\right]\\&=-\sum {\frac {P}{2}}\log M-\sum {\frac {Q}{2}}\log M+{\frac {1}{2}}\left[\sum P\log P+\sum Q\log Q\right]\\&={\frac {1}{2}}\sum P\left(\log P-\log M\right)+{\frac {1}{2}}\sum Q\left(\log Q-\log M\right)\\&=JSD(P\parallel Q)\end{aligned}}}
Từ kết quả trên có thể suy ngay ra khoảng cách Jensen-Shannon nằm trong khoảng từ 0 đến 1 vì thông tin tương hỗ là không âm và bị chặn bởi {\displaystyle H(Z)=1}.

## Các liên hệ khác
Khoảng cách Jensen-Shannon luôn lớn hơn hoặc bằng bình phương của khoảng cách Hellinger (Lin 1991).
{\displaystyle JSD(P\parallel Q)\geq H^{2}(P,Q)}